# Peter Scheider
Peter Scheider (Monaco, 2 luglio 1890 – 13 gennaio 1976) è stato un militare austro-ungarico particolarmente distintosi nel corso della prima guerra mondiale dove fu decorato con la Croce di Cavaliere dell'Ordine militare di Maria Teresa e la Medaglia d'onore al valor militare in oro. Dopo l'Anschluss entrò a far parte della Wehrmacht tedesca, e durante il corso della seconda guerra mondiale, con il grado di Hauptmann der Reserve si distinse nei Balcani, in Russia e Finlandia.

## Biografia
Figlio di un falegname, nacque a Monaco il 2 luglio 1890. Dopo aver studiato a Innsbruck per divenire insegnante, ricevette il suo primo incarico nel distretto di Kitzbühel. Tra il 1912 e il 1913 prestò servizio militare solo per brevi periodi in qualità di riservista, ciascuno della durata di quattro settimane. Dopo la mobilitazione generale del 1914 prestò servizio, inizialmente come riservista, nel k.k. Landesschützen Regiment "Innichen" n. III tirolese. Prestò servizio con tale reparto, divenendo sottufficiale, fino a quando non fu trasferito al Kaiserschützen-Regiment n. III nel 1916 come allievo ufficiale. All'epoca era stato decorato con le Medaglie d'onore in argento di 1ª e 2ª classe.
Promosso leutnant il 1º dicembre 1917, nelle primavera dell'anno successivo assunse il comando della Hochgebirgskompanie 17  che accanto a diverse altre compagnie similari lasciò le sue posizioni nell'area di Presena, a sud-est del Passo del Tonale, per prendere parte al previsto attacco contro la fortemente difesa cresta del Lagoscuro Le posizioni italiane nel settore della val Presena erano situate sulla cresta difficilmente oltrepassabile del ghiacciaio Presena (3329 m) e sembravano inattaccabili, e per questo motivo fu prevista una missione urgente per le compagnie di alta montagna. Nel mezzo dei preparativi per l'attacco, tra il 24 ed il 25 maggio 1918 l'artiglieria bombardò le posizioni austriache sulla cresta delle Marocche, che furono attaccate e occupate con successo attorno al mezzogiorno del 25 dai plotoni di arditi.  Cadde in mano italiana anche lo sperone roccioso a sud della Cima Presena, detto Zigolon, mentre verso sera fu conquistata la Cima stessa. Verso sera inoltrata l'attacco fu sospeso, a causa del fuoco delle mitragliatrici austriache, e con esso terminò la prima fase dell'operazione.
La seconda fase ebbe luogo il giorno successivo, il 26. Fu aperta a notte fonda dal bombardamento italiano delle ridottine austriache della conca, del passo Paradiso e dei Monticelli, e fu seguita dalla discesa dei reparti italiani verso il passo Paradiso, conquistato assieme ai Monticelli, dopo un aspro combattimento; solo la quota 2432 del Monticello Inferiore rimase in mano austriaca. 
In questa situazione estremamente critica, le Hochgebirgskompanie 17 (Leutnant Peter Scheider) e 28 (Oberleutnant Toni Kaserer) alle 03:30 del 26 maggio 1918 ricevettero l'ordine dall'Oberstleutnant Steiner, comandante del settore, di occupare e mantenere le posizioni sulla cresta est del Monticello (3 km a est del Passo del Tonale) al fine di consentire il ritiro delle forze austro-ungariche, respingendo gli attacchi italiani fino alle 11:00. Le due compagnie di alta montagna mantennero le posizioni su una cresta esposta per 24 ore al fuoco pesante dell'artiglieria nemica, venendo poi rilevate da un Feldjägerbattalion.
Entro il 27 maggio la quasi totalità della conca di Presena cadde in mano italiana.
Il contrattacco austro-ungarico (Operazione Lawine) fu programmato per il 13 giugno 1918, portato da due reggimenti e vari Feldjägerbattalion che avrebbero attaccato il Passo del Tonale e la Presena a sud del Tonale dopo una adeguata preparazione dell'artiglieria. Prima dell'attacco, tuttavia, la Hochgebirgskompanie 17 avrebbe attaccato e conquistato la Cresta dei Monticelli, a 2591 m di quota. L'azione iniziò con la distruzione del plotone di riserva della compagnia, colpito e distrutto alle 06:00 da due colpi ben diretti dell'artiglieria nemica. Sostenuti dal fuoco della propria artiglieria che era controbattuta da quella italiana, e dal tiro di due mitragliatrici, si lanciò con i suoi uomini all'attacco delle posizioni italiane, che furono definitivamente conquistate alle 07:30. Le perdite tra i suoi uomini furono gravissime, si salvarono solo lui e 39 uomini, e furono catturati 189 prigionieri, 1 mortaio e una grande quantità di materiale bellico.
Decorato della Medaglia d'onore al valor militare in oro per gli ufficiali, dopo la fine della guerra tornò ad insegnare, e nel 1931 fu insignito della Croce di Cavaliere dell'Ordine militare di Maria Teresa. Allo scoppio della seconda guerra mondiale assunse il comando della guarnigione di Wörgl con il grado di hauptmann der reserve nella Wehrmacht tedesca. Come comandante di un battaglione di cacciatori da montagna prese parte ad operazioni belliche in Finlandia, Russia e nei Balcani. Dopo la fine del secondo conflitto mondiale ritornò a insegnare, ricevendo un dottorato il 18 dicembre 1948 e si ritirò definitivamente a vita privata nel 1953. Si spense il 13 gennaio 1976 all'età di 85 anni.

### Annotazioni
1. ↑  Compagnia di alta montagna n. 17.
2. ↑  Tale cresta si trovava a 3 km a sud del Passo del Tonale.

### Fonti
1. 1 2 3 4 5 6 7 8 9 10  von Bardolff, von Hoffman, von Hubka 1944, p. 284.
2. 1 2 3 4 5 6 7 8 9 10 11  Austro-hungarian Army.
3. 1 2 3 4 5  von Bardolff, von Hoffman, von Hubka 1944, p. 285.
4. ↑  von Bardolff, von Hoffman, von Hubka 1944, p. 286.